# Заяц, Андрей Андреевич
Андрей Андреевич Заяц (20 августа 1991, Минск, Белорусская ССР, СССР) — белорусский боец Муай Тай. Воспитанник спортивного клуба «Кик Файтер». Мастер спорта международного класса. Член национальной сборной Республики Беларусь. Чемпион мира среди профессионалов и многократный чемпион и призёр чемпионатов мира среди любителей. Закончил Минское городское училище олимпийского резерва и Белорусский государственный университет физической культуры по специальности «тренер по Муай Тай и кикбоксингу», работает тренером в клубе «Кик Файтер» и тренируется в Республиканском Центре Олимпийской Подготовки Единоборств, стипендиат Президентского Спортивного Клуба.

## Биография
Андрей Заяц начал заниматься Муай Тай и кикбоксингом у Заслуженного тренера РБ Евгения Добротворского в 2001 году. В 2006 году он впервые стал победителем первенства Беларуси и в составе сборной поехал на первенство мира в Таиланд, где сразу дошёл до финала, сенсационно победив в полуфинале бойца из Таиланда и не менее сенсационно уступив золото гораздо более слабому бойцу из России. В 2008 году он, ещё будучи юниором, победил на чемпионате Беларуси среди взрослых чемпиона мира из Новополоцка Сергея Скибу и завоевал бронзовые медали на Чемпионатах мира и Европы по Муай Тай. В 2009 году он завоевал свою первую золотую медаль на Чемпионате Мира WMF по Муай Тай в Таиланде и серебро на Чемпионате мира IFMA в Таиланде. Звездный час Андрея пробил в 2011 году, когда он в тяжелейшем титульном бою на турнире «Большая Восьмёрка» в Минске завоевал пояс Чемпиона мира среди профессионалов WKN. Первого января 2012 года на турнире в Китае Андрей в тяжелейшем бою завоевал пояс интерконтинентального чемпиона по версии WBC Muay Thai. В этом бою он трижды отправлял в нокдаун ударом по печени своего противника, но так и не смог нокаутировать и одержал победу по очкам. В 2014 году Андрей завоевал на чемпионатах мира и Европы бронзовые награды.

## Спортивные достижения

### Титулы любительские
- 2007 Чемпионат мира WMF (Таиланд)  51кг
- 2008 Чемпионат Беларуси  51 кг
- 2008 Чемпионат Европы IFMA (Польша)  51кг
- 2008 Чемпионат мира IFMA (Таиланд)  54 кг
- 2009 Чемпионат Беларуси  54 кг
- 2009 Чемпионат Мира WMF (Таиланд)  54 кг
- 2009 Чемпионат Европы IFMA  (Латвия) 54кг
- 2009 Чемпионат Мира IFMA (Бангкок, Таиланд)  54кг
- 2010 Чемпионат Беларуси  54 кг
- 2011 Чемпионат Беларуси  54 кг
- 2011 Чемпионат Мира IFMA (Ташкент, Узбекистан)  54 кг
- 2012 Чемпионат Беларуси  54 кг
- 2012 Чемпионат Европы IFMA (Анталия, Турция)  54 кг
- 2012 Чемпионат Мира IFMA (Санкт-Петербург, Россия)  54 кг
- 2013 Чемпионат Беларуси  54 кг
- 2014 Чемпионат Беларуси  57 кг
- 2014 Чемпионат Европы IFMA (Польша)  57кг
- 2014 Чемпионат Мира IFMA (Малайзия)  57 кг

### Профессиональные титулы
- 2011 Чемпион мира по версии WKN (55 кг)
- 2012 Интерконтинентальный чемпион по версии WBC (55 кг)